# Fabio Testi
Pour les articles homonymes, voir Testi.
Fabio Testi est un acteur italien né le 2 août 1941 à Peschiera del Garda (Vénétie).

## Biographie
Fabio Testi est né le 2 août 1941 à Peschiera del Garda, sur le lac de Garde, dans le nord de l'Italie. Un certain nombre de films d'aventure et de pirates ont été tournés sur ce lac, ce qui l'a amené à entrer sur les plateaux de ces films, initialement comme cascadeur et comme doublure. Il travaille d'abord au cinéma et la télévision pour payer son diplôme d'architecte, mais choisit ensuite de s'y consacrer à plein temps. Parmi ses premiers travaux, Testi est doublure dans Le Bon, la Brute et le Truand de Sergio Leone,. En 1968 déjà, il obtient son premier rôle d'acteur : il participe à la production de Il était une fois dans l'Ouest, également de Leone, mais sa prestation a été coupée en post-production, car on a jugé qu'elle n'était pas optimale par rapport au reste de la distribution et qu'il avait « une apparence trop propre » pour le film. Il se verra attribuer un rôle de figurant en échange, étant sous contrat de toute façon.
Demofilo Fidani donne à Testi son premier rôle à l'écran dans son film Étranger, signe-toi. Testi poursuit sa carrière dans des productions que le critique de cinéma Roberto Curti estime être « de bas étage », notamment un film de Rafael Romero Marchent mettant en scène Zorro intitulé On continue à l'appeler fils de..., le giallo de Harald Philipp La Mort sonne toujours deux fois avec Anita Ekberg et le chanteur Dean Reed, ainsi que d'autres films de Fidani comme Django et Sartana où il joue le rôle de Sartana. Alors que le réalisateur Fidani est en repérage pour le film Karzan, le maître de la jungle (1972), il croise Vittorio De Sica qui est aussi en repérage au jardin botanique de Rome. Fidani se souvient que les deux réalisateurs ont discuté : De Sica cherche un jeune acteur latin mais ne trouve personne et demande à Fidani s'il en connait un. Fidani lui répond qu'il connaît un acteur qui « joue comme un pied, mais avec toi comme guide... [...] Tu sais bien, je n'ai jamais le temps, je ne fais toujours qu'une seule prise ». Fidani a déclaré plus tard qu'en découvrant que Testi avait été engagé par De Sica, il lui avait fait couper les cheveux. Curti note que Fidani était « connu pour embellir sa propre carrière et sa filmographie » et qu'« il n'est pas sûr que cette histoire soit véridique ».

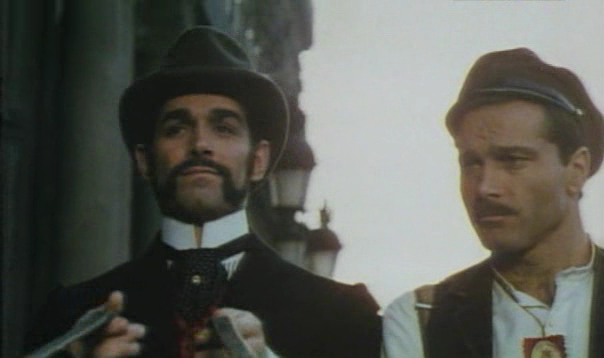
Fabio Testi et Franco Nero dans Lucia et les Gouapes en 1974.

Testi joue dans Le Jardin des Finzi-Contini, qui vaut un Oscar à De Sica. Après la sortie du film, Testi devient un grand nom du cinéma italien. Il continue à tourner dans des films de genre ainsi que dans des films dramatiques tels que Dommage qu'elle soit une putain de Giuseppe Patroni Griffi où il donne la réplique à Charlotte Rampling. Il part ensuite en France pour jouer dans Le Tueur (1972) de Denys de La Patellière, un des derniers films interprétés par Jean Gabin avant sa mort en 1976. Fabio Testi jouera dans quelques autres productions française comme Nada (1974) de Claude Chabrol et L'important c'est d'aimer (1975) d'Andrzej Żuławski, où il tient le rôle masculin principal aux côtés de Romy Schneider et Jacques Dutronc.
Dans les années 1970, Testi travaille aussi dans plusieurs films de genre, principalement des poliziotteschi tels que Les Tueurs à gages de Pasquale Squitieri, La Poursuite implacable de Sergio Sollima, Profession garde du corps de Tonino Valerii et Big Racket d'Enzo G. Castellari. Testi participe aussi à des gialli, tels que Mais... qu'avez vous fait à Solange ? de Massimo Dallamano et Énigme rouge d'Alberto Negrin,. Testi collabore également avec Lucio Fulci sur deux de ses films : le violent western Les Quatre de l'apocalypse et le poliziottesco La Guerre des gangs
Testi décroche un rôle initialement destiné à Maurizio Merli dans les films Moto massacre et La Mort au bout de la route de Stelvio Massi. Testi perd de sa popularité au cinéma dans les années 1980, apparaissant dans le film d'espionnage SOS danger uranium de Gianfranco Baldanello et dans le drame policier Un flingue pour un flic de Silvio Amadio. Dans cette décennie, Testi travaille surtout pour la télévision, comme dans le feuilleton Le Retour de Sandokan de Castellari, où il remplace Philippe Leroy dans le rôle de Yanez. Testi commence aussi à apparaître dans des émissions de téléréalité comme L'isola dei famosi 1 en 2003, l'émission espagnole El gran hermano en 2005, La talpa en 2008 et Grande Fratello VIP 4 en 2020.

### Engagement politique
En 2006, il se lance en politique, se présentant pour le parti Forza Italia, sans parvenir à être élu. En 2007, il candidate pour devenir maire de Vérone, pour le parti catholique libéral Cattolici Liberali Cristiani, obtenant 0,47 % des voix, pour un total de 715 votes.

### Vie privée
Testi est connu dans les médias pour ses relations avec plusieurs actrices, dont Charlotte Rampling, Lynne Frederick, Ursula Andress et Jean Seberg. Sa relation la plus longue a été avec l'actrice espagnole Lola Navarro, qu'il a commencé à fréquenter à la fin des années 1970 et avec laquelle il a eu trois enfants, Fabio, Thomas et Trini. Le couple s'est marié en 1984 et s'est séparé en 1996.
Au début des années 1990, il a eu une relation avec l'actrice Brooke Shields. Le 3 janvier 2015, il se marie pour la deuxième fois, à Capri et lors d'une cérémonie civile, avec la galeriste Antonella Liguori. Il a entretenu une relation amoureuse pendant trois ans avec l'actrice Edwige Fenech, qui lui a attribué la paternité d'un fils, démentie ensuite à plusieurs reprises, sans révéler l'identité du père. En 2013, Testi se concentrait sur son intérêt pour l'agriculture et possédait la troisième plus grande ferme de kiwis en Italie.

## Filmographie

### Acteur de cinéma

#### Années 1960
- 1966 : Le Bon, la Brute et le Truand (Il buono, il brutto, il cattivo) de Sergio Leone : (doublure)
- 1968 : Barbarella de Roger Vadim : Le grand homme dans la fête
- 1968 : Étranger, signe-toi (Straniero... fatti il segno della croce !) de  Demofilo Fidani : Donovan, un membre du gang
- 1968 : Les Deux Croisés (I due crociati) de Giuseppe Orlandini : Le soldat enrôlant Franco et Ciccio
- 1968 : Le Justicier du Sud (Giurò... e li uccise ad uno ad uno... Piluk il timido) de Guido Celano
- 1968 : Et maintenant, recommande ton âme à Dieu (Ed ora... raccomanda l'anima a Dio) de Demofilo Fidani : Steven Cooper
- 1968 : Il était une fois dans l'Ouest (C'era una volta il West) de Sergio Leone : le membre du gang de Frank au chapeau noir aux enchères (non crédité)
- 1968 : Les Sept Bâtards (Quella dannata pattuglia) de Roberto Bianchi Montero : Terry Wilson
- 1969 : L'Enfer des Philippines (Un posto all'inferno) de Giuseppe Vari : Ross
- 1969 : Zingara de Mariano Laurenti : Le Chinois
- 1969 : Une corde, un colt… de Robert Hossein : L'acolyte de Rogers
- 1969 : La Mort sonne toujours deux fois (Blonde Köder für den Mörder) d'Harald Philipp : Francisco di Villaverde

#### Années 1970
- 1970 : Django et Sartana (Quel maledetto giorno d'inverno... Django e Sartana all'ultimo sangue) de Demofilo Fidani : Sartana
- 1970 : Le Jardin des Finzi-Contini (Il giardino dei Finzi Contini) de Vittorio De Sica : Bruno Malnate
- 1971 : Ma dernière balle sera pour toi (Anda muchachos, spara !) d'Aldo Florio : Roy Greenford
- 1971 : Dommage qu'elle soit une putain (Addio fratello crudelede) de Giuseppe Patroni Griffi : Soranzo
- 1972 : On continue à l'appeler fils de... (El Zorro justiciero) de Rafael Romero Marchent : Don Diego alias « Zorro »
- 1972 : Le Tueur de Denys de La Patellière : Georges Gassot
- 1972 : Les Tueurs à gages (Camorra) de Pasquale Squitieri : Tonino Russo
- 1972 : Mais... qu'avez vous fait à Solange ? (Cosa avete fatto a Solange?) de Massimo Dallamano : Enrico « Henry » Rosseni
- 1973 : La Poursuite implacable (Revolver) de Sergio Sollima : Milo Ruiz
- 1973 : Un amore così fragile così violento (it) de Leros Pittoni : Gerolamo « Gepo » Poliziani
- 1973 : La Dernière Chance (L'ultima chance) de Maurizio Lucidi : Floyd
- 1974 : Nada de Claude Chabrol : Buenaventura Diaz
- 1974 : Lucia et les Gouapes (I guappi) de Pasquale Squitieri : Don Gaetano Fungillo
- 1974 : Dieci bianchi uccisi da un piccolo indiano de Gianfranco Baldanello : Ringo
- 1975 : L'important c'est d'aimer d'Andrzej Żuławski : Servais Mont
- 1975 : Bill Cormack le fédéré (Giubbe rosse) de Joe D'Amato : Caporal Bill Cormack
- 1975 : Les Quatre de l'apocalypse (I quattro dell'apocalisse) de Lucio Fulci : Stubby Preston
- 1975 : Profession garde du corps (Vai gorilla) de Tonino Valerii : Marco Sartori
- 1976 : L'Héritage (L'eredità Ferramonti) de Mauro Bolognini : Mario Ferramonti
- 1976 : Big Racket (Il grande racket) d'Enzo G. Castellari : Nico Palmieri
- 1977 : Action immédiate (La via della droga) d'Enzo G. Castellari : Fabio
- 1978 : SOS danger uranium (A chi tocca, tocca...!) de Gianfranco Baldanello et Menahem Golan : Renzo
- 1978 : Énigme rouge (Enigma rosso) d'Alberto Negrin : Commissaire Di Salvo
- 1978 : China 9, Liberty 37 (Amore, piombo e furore) de Monte Hellman : Clayton Drumm
- 1979 : Moto massacre (Speed Cross) de Stelvio Massi : Paolo
- 1979 : Violence à Manaos (Manaos) d'Alberto Vázquez-Figueroa : Arquimedes

#### Années 1980
- 1980 : La mano negra (ca) de Fernando Colomo : Fabio Testi
- 1980 : La Guerre des gangs (Luca il contrabbandiere) de Lucio Fulci : Luca Di Angelo
- 1980 : Pour les yeux de Jessica B (S*H*E) de Robert Michael Lewis : Rudolf Caserta
- 1981 : Point de mire (it) (Il falco e la colomba) de Fabrizio Lori (it) : Michele Alemani
- 1981 : Un flingue pour un flic (Il carabiniere) de Silvio Amadio : Francesco Palumbo
- 1982 : La Mort au bout de la route (Speed Driver) de Stelvio Massi : Rudy Ruffo
- 1984 : L'Ambassadeur : Chantage en Israël (The Ambassador) de J. Lee Thompson : Mustapha Hashimi
- 1984 : Giochi d'estate (it) de Bruno Cortini : Roberto Ripa
- 1985 : Le Fou de guerre (Scemo di guerra) de Dino Risi : Boda
- 1986 : Adios pequeña (es) d'Imanol Uribe : Lucas Iturriaga
- 1988 : Iguana de Monte Hellman : Gamboa

#### Années 1990
- 1991 : El sueño de Tánger (es) de Ricardo Franco : Carlos
- 1991 : Gioco perverso (it) d'Italo Moscati (it) : Vittorio
- 1994 : Delitto passionale (it) de Flavio Mogherini : Peter
- 1994 : Il burattinaio (it) de Ninì Grassia : Mark Fierro
- 1995 : Ragazzi della notte (it) de Jerry Calà : le père
- 1998 : Annarè (it) de Ninì Grassia : Fausto D'Alessio

#### Années 2000
- 2001 : Sotto il cielo d'Angelo Antonucci (de)
- 2002 : Inseguito de Luca Guardabascio : Don Renato
- 2005 : Torrente 3: El protector de Santiago Segura : Montellini Roures
- 2008 : La conjura de El Escorial d'Antonio del Real (es) : le duc d'Alba

#### Années 2010
- 2010 : Lettres à Juliette (Letters to Juliet) de Gary Winick : le comte Lorenzo
- 2010 : Road to Nowhere de Monte Hellman : Nestor Duran
- 2013 : Kings of the Sands de Nadjat Anzour : Abdulaziz Al-Saud
- 2013 : Il tempo delle mimose de Marco Bracco :
- 2015 : I paranoidi de Camillo Brena et Matteo Mercanti (court métrage)

#### Années 2020
- 2020 : Curse of the Blind Dead de Raffaele Picchio : le geôlier
- 2023 : 800 Giorni de Dennis Dellai
- 2025 : Reflet dans un diamant mort d'Hélène Cattet et Bruno Forzani : John D.
- 2025 : The Run de Paul Raschid : Oil Miller
- en production : Wisdom for Heroes d'Antonio Luco : Persée
- en production : Keoma Rises d'Enzo G. Castellari : Fabian
- en production : Safari Island  de Gianfranco Serraino : Fabio Neri

### Acteur de télévision
- 1985 : La Chute de Mussolini (Mussolini and I), télésuite d'Alberto Negrin : Lorenzo
- 1985 : Prête-moi ta vie (Deceptions), série de Robert Chenault et Melville Shavelson : Carlo Ferraro
- 1986 : Un jour viendra (Se un giorno busserai alla mia porta), feuilleton de Luigi Perelli
- 1990 : Le Gorille, série, épisode Le Gorille chez les Mandingues de Denys Granier-Deferre : Faragi
- 1992 : Adieu mon fils (Solo per dirti addio), téléfilm de Sergio Sollima : rôle n/a
- 1996 : Le Retour de Sandokan (Il ritorno di Sandokan), mini-série d'Enzo G. Castellari : Janez De Gomera
- 1997 : Le Désert de feu (Il deserto di fuoco), mini-série d'Enzo G. Castellari : Diderot
- 1998 : La dottoressa Giò 2, mini-série : rôle n/a
- 1999 : Tre stelle, téléfilm de Pier Francesco Pingitore : Italo Giunti
- 2003 : Un sacré détective (Don Matteo), série, épisode Beauty Farm d'Andrea Barzini : le docteur Ruggeri
- 2004 : Suherio, téléfilm de Giuseppe La Rosa : Stefano
- 2007 : Mi último verano con Marián, téléfilm de Vicent Monsonís : Fernando
- 2007-2008 : Herederos, série de David Paniagua et Pablo Tébar (7 épisodes) : Enrique
- 2009 : Il falco e la colomba, série (6 épisodes) : Savelli
- 2010 : Romance à l'italienne (Colpo di fulmine) de Roberto Malenotti (téléfilm) : Pietro
- 2010-2011 : Al di là del lago (série télévisée) (10 épisodes) : Luciano
- 2011 : La donna che ritorna (mini-série) : Bruno Gedda
- 2012 : Rex, chien flic (Il commissario Rex) (série télévisée), épisode Superstar de Marco Serafini : Riccardo Buonaventura
- 2019 : Very Valentine de Menhaj Huda (téléfilm) : Domenico Vechiarelli
- 2022 : Jimmy Boy de Jesús García Amezcua (mini-série) : Cesare Giuliani